# Progressieve Surinaamse Volkspartij
De Progressieve Surinaamse Volkspartij (PSV) was een Surinaamse politieke partij.

## Geschiedenis
Deze christendemocratische partij werd in augustus 1946 opgericht door onder anderen pater Jozef Weidmann en Coen Ooft.
In de jaren na de Tweede Wereldoorlog werden in Suriname meerdere politieke partijen opgericht zoals de javaanse KTPI, de creoolse NPS en de hindoestaanse VHP. Begin 1948 ging het Statenlid J.A. de Miranda namens de PSV naar de Eerste Ronde Tafel Conferentie in Nederland, waar hij onder andere pleitte voor algemeen kiesrecht voor mannen en vrouwen. Een van de resultaten van die conferentie was dat het census- en capaciteitskiesrecht voor mannen werd vervangen door een algemeen kiesrecht voor mannen en vrouwen.
Bij de eerste algemene verkiezingen van Suriname in mei 1949 behaalde de PSV geen enkele van de 21 zetels in de Staten van Suriname. Door het winner take all principe wat bij die verkiezingen gold kreeg de partij met de meeste stemmen in een kieskring alle zetels voor dat gebied. De NPS kreeg als winnaar van de kieskring die samenviel met het district Paramaribo daar alle tien zetels, terwijl de PSV daar ongeveer een derde van de stemmen kreeg. Ook bij de verkiezingen van 1951 behaalde de PSV geen zetels.
Vier jaar later vormde de PSV samen met de KTPI, SDP en Partij Suriname een coalite onder de naam Eenheidsfront dat met succes de NPS versloeg in de verkiezingen van 1955. Het Eenheidsfront behaalde 13 van de 21 zetels waarmee drie PSV-ers statenlid werden. Na de formatie door D.G.A. Findlay (SDP) en A.J.M. Sang Ajang (PSV) volgde er een kabinet onder leiding van Johan Ferrier met twee PSV-ministers: W.G.H.C.J. Smit (Financiën) en L.L.E. Rens (Onderwijs en Volksontwikkeling). In juli 1956 werd Ooft voorzitter van de PSV.
Bij de vervroegde verkiezingen van 25 juni 1958 wist de PSV 4 van de 21 zetels te bemachtigen en in het kabinet-Emanuels zaten eveneens twee PSV-ers: P.A.M. van Philips (Economische Zaken) en A.J. Morpurgo (Onderwijs en Volksontwikkeling). In de Staten zaten namens de PSV: L.H. Guda, H.A.F. Heidweiller, C.D. Ooft (ter vervanging van Van Philips) en E.L.A. Wijntuin. Als gevolg van de benoeming in 1961 van Van Philips tot lector aan de Universiteit van Amsterdam volgde L.C. Zuiverloon hem op als minister.
In 1963 behaalde de PSV 4 van de 36 zetels waarna Ooft minister van Economische Zaken werd en Zuiverloon minister zonder portefeuille. Eind van dat jaar al kwam het kabinet-Pengel II in de problemen over de Ormet-affaire waarna de regering zonder de PSV verderging. Ook na de verkiezingen van 1967 bleef de PSV buiten de nieuwe regering onder Pengel die in 1969 viel. Na die val volgde een zakenkabinet met May als premier gedurende ruim een half jaar het land regeerde.
Bij de verkiezingen van 24 oktober 1969 haalde het PNP-blok (KTPI, PBP, PNP en PSV) 8 van de 39 zetels waarna het PNP-blok onderdeel was van de coalitie waarop de regering-Sedney steunde. De minister van Volksgezondheid was de PSV'er R.G.H. Vonsée die echter na twee jaar voortijdig het kabinet verliet. In die periode was J.A. de Miranda enkele jaren de PSV-voorzitter.
Bij de verkiezingen vier jaar later behoorde de PSV tot de Nationale Partij Kombinatie (NPK; bestaande uit KTPI, NPS, PNR en PSV) onder aanvoering van Henck Arron die 22 van de 39 zetels haalde. De PSV kreeg in het kabinet-Arron I twee ministersposten: C.D. Ooft (Binnenlandse Zaken) en I.M.K. Brahim (Volksgezondheid) en bovendien werd Wijntuin voorzitter van de Staten. Naast Wijntuin waren er nog twee PSV-statenleden: M.T.J. Bean en F.R. Bottse . De NPK streefde naar het onafhankelijk worden van Suriname wat op 25 november 1975 gerealiseerd werd. In die periode maakte de PSV zich sterk voor de Algemeen Ziektenkosten Verzekering, die later werd omgezet in het Staats Zieken Fonds.
In 1977 won de NPK in een iets gewijzigde samenstelling (HPP, KTPI, NPS en PSV) opnieuw 22 van de 39 zetels met opnieuw 2 PSV-ministers in het kabinet: Zuiverloon (Economische Zaken) en Brahim (Volksgezondheid). Ook zaten er PSV'ers zoals Ludwig Trustfull in het parlement. Als gevolg van de Sergeantencoup in 1980 onder leiding van Desi Bouterse kwam aan deze regering voortijdig een einde.
Na het herstel van de democratie heeft de PSV geen grote rol meer in de Surinaamse politiek gespeeld. In 1996 behoorde de PSV tot de Alliantie (DP, HPP, PVF en PSV) die destijds 3 van de 51 zetels in De Nationale Assemblée (DNA) haalde. In 2000 kregen ze minder dan 200 stemmen (0,1%) wat niet genoeg was voor een DNA-zetel.
Vanaf 2006 was de ondernemer Ronald Grunberg de voorzitter, terwijl Emile Wijntuin de erevoorzitter was. Eind november 2008 vormde de PSV samen met de Unie van Progressieve Surinamers (UPS) en Nieuw Suriname (NS) het samenwerkingsverband Middenblok. Uiteindelijk trad een deel van Nieuw Suriname uit het Middenblok om toe te treden tot de Megacombinatie. In maart 2010 trad het Middenblok, bestaande uit de PSV, UPS en de Groep Nannan Panday, toe tot de VolksAlliantie met Pertjajah Luhur van Paul Somohardjo.
Bij de verkiezingen van 2010 heeft de PSV één positie op de DNA kandidatenlijst van de VolksAlliantie voor Paramaribo ingevuld door hun kandidaat, de ondernemer Lou Andrew O'Brien, naar voren te schuiven als de nummer 6 op de lijst.
In augustus 2014 ging de Progressieve Surinaamse Volkspartij op in de nieuwe partij Duurzaam en Rechtvaardig Samenleven (DRS) onder leiding van Clifford Marica.
| Verkiezingsjaar | Aantal behaalde zetels | +/− |
| --------------- | ---------------------- | --- |
| 1949            | 0 / 21                 | 0   |
| 1951            | 0 / 21                 | 0   |
| 1955            | 3 / 21                 | +3  |
| 1958            | 4 / 21                 | +1  |
| 1963            | 4 / 36                 | 0   |
| 1967            | 0 / 39                 | -4  |
| 1969            | ? / 39                 | ?   |
| 1973            | 3 / 39                 | +3  |
| 1977            | ? / 39                 | ?   |